# Кюль
Кюль (рос. Кюль) — село Верхньовілюйського улусу, Республіки Саха Росії. Входить до складу Харбаласького наслегу.
Населення — 572 особи (2015 рік).